# 施拉特 (蘇黎世州)
施拉特（德語：Schlatt）是瑞士联邦苏黎世州温特图尔区的市镇。该市镇面积为9.03平方千米，海拔高度656米，2018年12月31日人口数为769。

## 外部連結
- 施拉特官方网站 （德文）